# Японска гигантска летяща катерица
Японската гигантска летяща катерица (Petaurista leucogenys) е вид бозайник от семейство Катерицови (Sciuridae).

## Разпространение и местообитание
Видът е разпространен в Япония, където обитава субалпийските и вечнозелени гори на островите Хоншу, Шикоку и Кюшу.